# Чилийский маторраль
Чилийский маторраль (исп. Matorral Chileno) — экорегион Чили.
Расположен к западу от Анд между 37° и 32° южной широты до Береговой Кордильеры, а в северной части до побережья Тихого океана. Значительную часть занимает Продольная долина. На севере маторраль граничит с Атакамой, одним из самых засушливых мест Земли. На юге же расположены Вальдивские леса — одно из самых влажных мест Южной Америки.
Чилийский маторраль — регион со средиземноморским климатом, с сухим тёплым летом и влажной мягкой зимой. Здесь наиболее благоприятные условия для проживания и ведения сельского хозяйства. В регионе расположена Столичная область с агломерацией Сантьяго. Из-за этого природные ресурсы экорегиона находятся в наибольшей опасности. Это привело к деградации, включая эрозию почвы (опустыниванию) значительной территории. Охраняемые природные территории составляют лишь около 2 % от общей площади.
В Чилийском маторрале можно выделить несколько подрегионов.
- Прибрежный маторраль в районе Вальпараисо и Ла-Серены. Тихий океан с холодным течением Гумбольдта смягчает жару и перепады температур, как сезонные, так и суточные. Типичные растения — Fuchsia lycioides, Bahia ambrosioides, Adesmia microphylla[4]. Тип растительности напоминает гаригу или фригану в Средиземноморье.
- Собственно маторраль расположен вдали от океана. Флора представлена склерофитной растительностью, с кустарниками и низкими деревьями. Здесь представлены бромелиевые, литрея, кактусы (Эхинопсис чилийский), квиллайя. Растительность напоминает калифорнийский чапараль или маквис. Именно здесь расположена агломерация Сантьяго и основные винодельческие территории Чили[5].
- Эспиналь. Представляет собой саванну со значительным количеством завезенных в XVI веке видов из Европы. Типичные растения — Vachellia caven и Prosopis chilensis. За несколько веков здесь сформировалась уникальная экосистема, местами вытеснив типичный маторраль.
- Склерофитовые леса существуют небольшими участками в прибрежных хребтах и предгорьях Анд, состоят преимущественно из вечнозелёных склерофитовых деревьев, включая пеумо (Cryptocarya alba), болдо (Peumus boldus), майтен (Maytenus boaria) и чилийскую пальму юбея[6].

Большинство видов растений являются либо эндемиками Чили, либо самого маторраля, в том числе Gomortega keule, Pitavia punctata, Nothofagus alessandri и юбея.

## Галерея

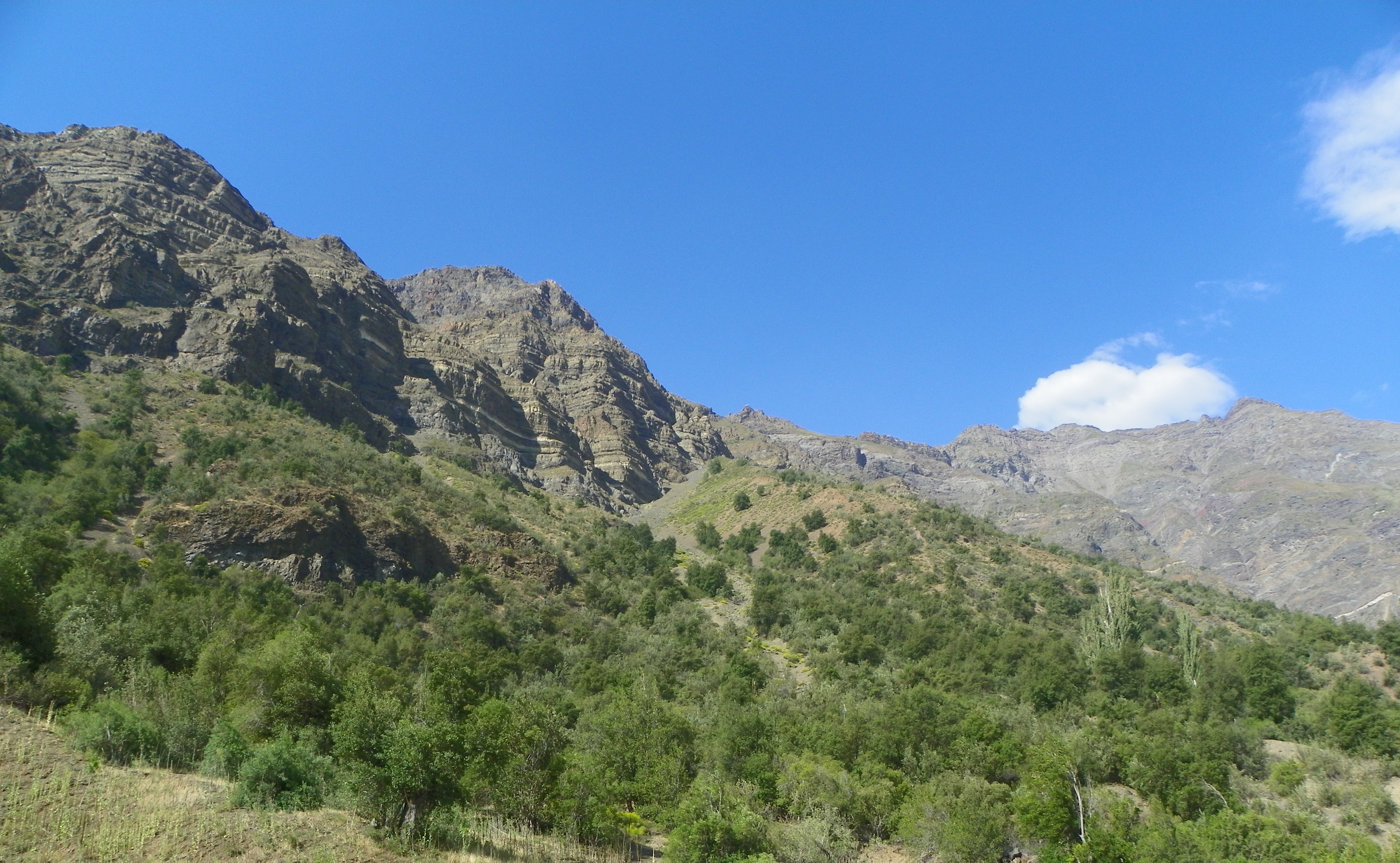
В каньоне близ Сан-Хосе-де-Майпо
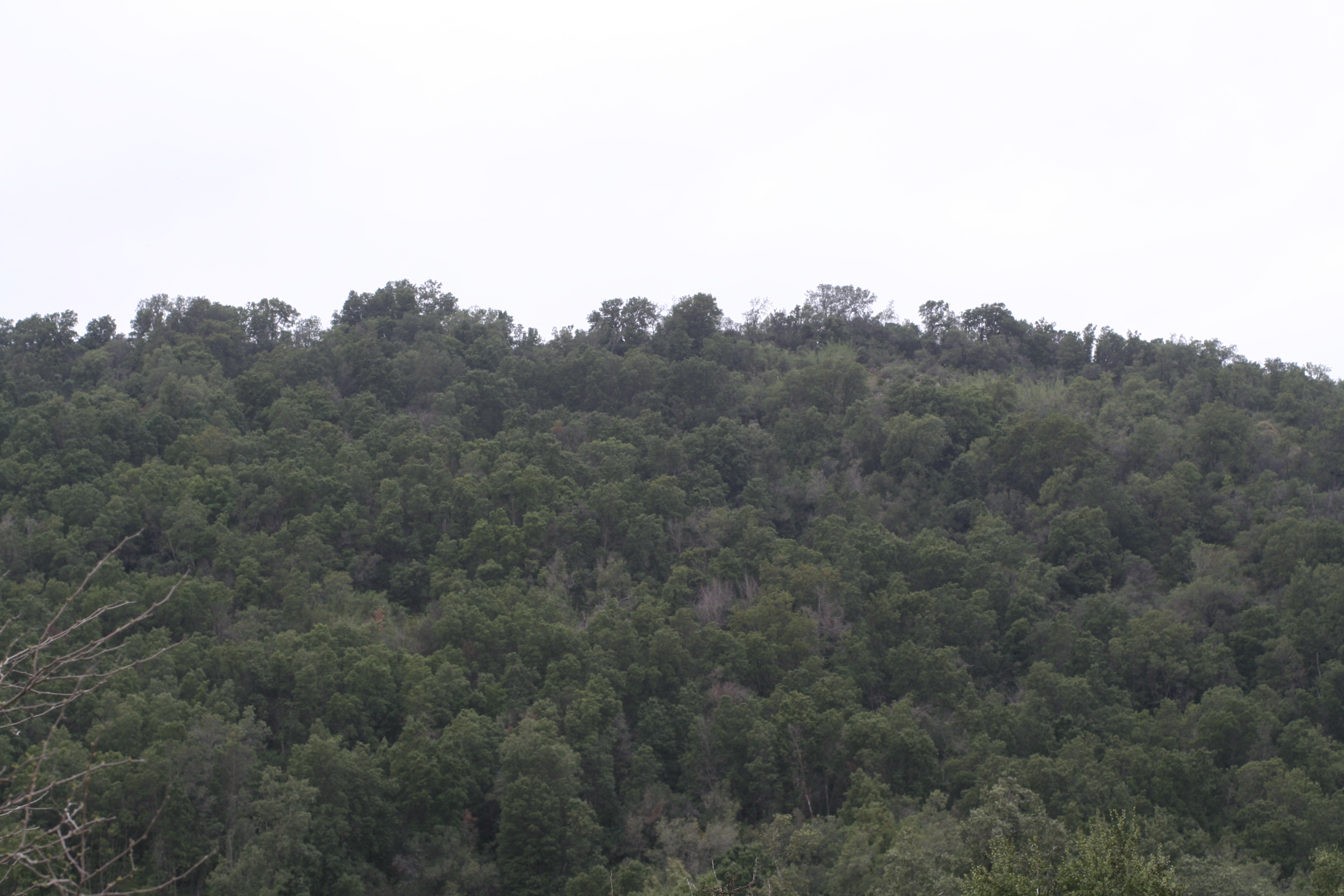
Лес в Чилийском маторрале
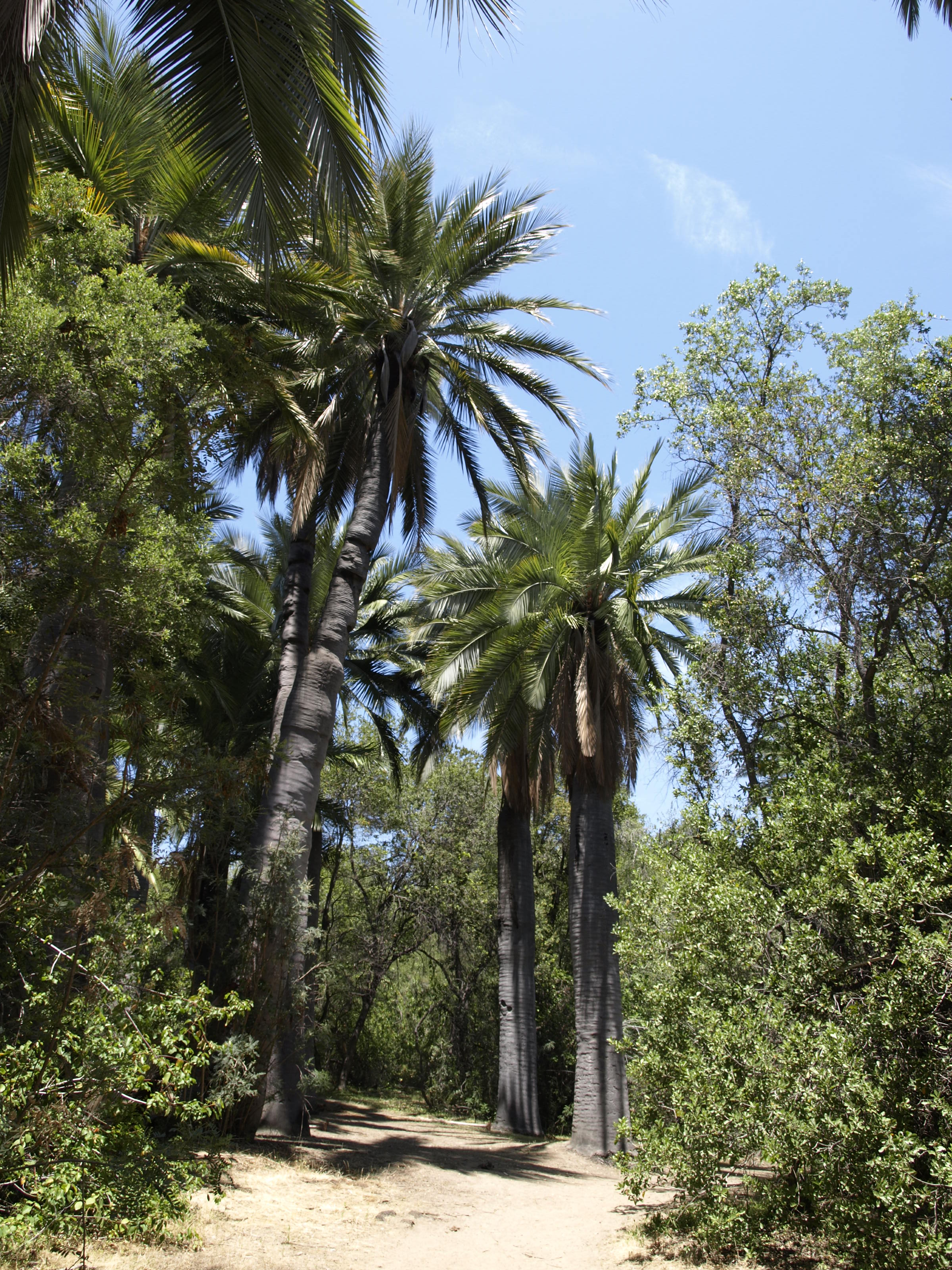
Чилийская пальма Юбея, эндемик маторраля
Чилийский маторраль на карте Южной Америки